# Sainte-Dode
 Sainte-Dode  là một xã của tỉnh Gers, thuộc vùng Occitanie, tây nam nước Pháp.